# Crithidia
Crithidia – rodzaj pasożytniczych pierwotniaków należący do rodziny świdrowców (Trypanosomatidae).
Należą tutaj następujące gatunki:
- Crithidia bombi Lipa & Triggiani, 1988[1]
- Crithidia expoeki[1]
- Crithidia fasciculata
- Crithidia lucilia
- Crithidia oncopelti